# Natação no Campeonato Mundial de Esportes Aquáticos de 2019 - 100 m borboleta feminino
A prova dos 100 metros borboleta feminino da natação no Campeonato Mundial de Esportes Aquáticos de 2019 ocorreu nos dias 21 de julho e 22 de julho, em Gwangju, na Coreia do Sul. 

## Recordes
Antes desta competição, os recordes mundiais e do campeonato nesta prova eram os seguintes:
| Tipo                  | Atleta         | Tempo | Local          | Data                |
| --------------------- | -------------- | ----- | -------------- | ------------------- |
|                       | Sarah Sjöström | 55.48 | Rio de Janeiro | 7 de agosto de 2016 |
| Recorde do campeonato | Sarah Sjöström | 55.53 | Budapeste      | 24 de julho de 2017 |

## Medalhistas
| Ouro                 | Prata                | Bronze            |
| Maggie MacNeil (CAN) | Sarah Sjöström (SWE) | Emma McKeon (AUS) |

## Cronograma
Todos os horários são locais (UTC+9). 
| Data        | Hora  | Evento        |
| ----------- | ----- | ------------- |
| 21 de julho | 10:45 | Eliminatórias |
| 21 de julho | 20:12 | Semifinal     |
| 22 de julho | 20:10 | Final         |

## Resultados

### Eliminatórias
Esses foram os resultados das eliminatórias. Foram realizadas no dia 21 de julho com início às 10:45. 
| Pos. | Bateria | Raia | Nadadora               | Nacionalidade                 | Tempo   | Notas            |
| ---- | ------- | ---- | ---------------------- | ----------------------------- | ------- | ---------------- |
| 1    | 6       | 4    | Sarah Sjöström         | Suécia                        | 56.45   | Q                |
| 2    | 4       | 4    | Emma McKeon            | Austrália                     | 56.90   | Q                |
| 3    | 6       | 5    | Maggie MacNeil         | Canadá                        | 57.10   | Q                |
| 4    | 6       | 3    | Elena Di Liddo         | Itália                        | 57.18   | Q,               |
| 5    | 5       | 4    | Kelsi Dahlia           | Estados Unidos                | 57.22   | Q                |
| 6    | 6       | 7    | Marie Wattel           | França                        | 57.23   | Q                |
| 7    | 4       | 5    | Louise Hansson         | Suécia                        | 57.50   | Q                |
| 8    | 5       | 6    | Katie McLaughlin       | Estados Unidos                | 57.67   | Q                |
| 9    | 5       | 2    | Anna Ntountounaki      | Grécia                        | 57.88   | Q                |
| 9    | 5       | 5    | Brianna Throssell      | Austrália                     | 57.88   | Q                |
| 11   | 5       | 7    | Angelina Köhler        | Alemanha                      | 57.92   | Q                |
| 12   | 4       | 3    | Zhang Yufei            | China                         | 58.02   | Q                |
| 13   | 5       | 3    | Svetlana Chimrova      | Rússia                        | 58.10   | Q                |
| 14   | 4       | 2    | Rebecca Smith          | Canadá                        | 58.20   | Q                |
| 15   | 6       | 6    | Ilaria Bianchi         | Itália                        | 58.26   | Q                |
| 16   | 6       | 8    | Hiroko Makino          | Japão                         | 58.33   | Q                |
| 17   | 4       | 1    | Farida Osman           | Egito                         | 58.43   |                  |
| 18   | 5       | 1    | Wang Yichun            | China                         | 58.51   |                  |
| 19   | 5       | 8    | Suzuka Hasegawa        | Japão                         | 58.71   |                  |
| 20   | 6       | 2    | Béryl Gastaldello      | França                        | 58.83   |                  |
| 21   | 5       | 0    | Park Ye-rin            | Coreia do Sul                 | 58.99   |                  |
| 22   | 3       | 4    | Amina Kajtaz           | Bósnia e Herzegovina          | 59.08   | Recorde nacional |
| 23   | 4       | 6    | Erin Gallagher         | África do Sul                 | 59.21   |                  |
| 24   | 4       | 7    | Alys Thomas            | Reino Unido                   | 59.25   |                  |
| 25   | 6       | 1    | Kimberly Buys          | Bélgica                       | 59.26   |                  |
| 26   | 6       | 0    | Liliána Szilágyi       | Hungria                       | 59.32   |                  |
| 27   | 5       | 9    | Paulina Nogaj          | Polónia                       | 59.82   |                  |
| 28   | 4       | 8    | Emilie Beckmann        | Dinamarca                     | 59.94   |                  |
| 29   | 4       | 9    | Ana Monteiro           | Portugal                      | 1:00.37 |                  |
| 30   | 3       | 3    | Remedy Rule            | Filipinas                     | 1:00.42 | Recorde nacional |
| 31   | 3       | 7    | Aksana Dziamidava      | Bielorrússia                  | 1:00.51 |                  |
| 32   | 3       | 6    | Chan Kin Lok           | Hong Kong                     | 1:00.64 |                  |
| 33   | 3       | 2    | Aleyna Özkan           | Turquia                       | 1:00.68 |                  |
| 34   | 3       | 8    | Krystal Lara           | República Dominicana          | 1:00.79 |                  |
| 35   | 3       | 1    | Ellen Walshe           | Irlanda                       | 1:00.85 |                  |
| 36   | 3       | 5    | Isabella Páez          | Venezuela                     | 1:01.27 |                  |
| 37   | 4       | 0    | Quah Jing Wen          | Singapura                     | 1:01.49 |                  |
| 38   | 6       | 9    | Miriam Guevara         | México                        | 1:01.51 |                  |
| 39   | 1       | 5    | Alexis Margett         | Bolívia                       | 1:02.59 |                  |
| 40   | 2       | 3    | Emily Muteti           | Quênia                        | 1:02.88 |                  |
| 41   | 3       | 9    | Julimar Ávila          | Honduras                      | 1:03.64 |                  |
| 42   | 3       | 0    | Celina Márquez         | El Salvador                   | 1:03.93 |                  |
| 43   | 2       | 4    | Lia Ana Lima           | Angola                        | 1:04.40 |                  |
| 44   | 1       | 4    | Bisma Khan             | Paquistão                     | 1:07.19 |                  |
| 45   | 1       | 3    | Robyn Lee              | Zimbabwe                      | 1:07.63 |                  |
| 46   | 2       | 2    | Katie Rock             | Albânia                       | 1:07.85 |                  |
| 47   | 2       | 6    | Yusra Mardini          | Atletas independentes da FINA | 1:08.79 |                  |
| 48   | 2       | 0    | Moana Wind             | Fiji                          | 1:10.86 |                  |
| 49   | 2       | 5    | Aniqah Gaffoor         | Sri Lanka                     | 1:12.63 |                  |
| 50   | 2       | 8    | Khuyagbaataryn Enkhzul | Mongólia                      | 1:14.23 |                  |
| 51   | 2       | 7    | Avice Meya             | Uganda                        | 1:19.69 |                  |
| 52   | 2       | 1    | Lucie Kouadio-Patinier | Costa do Marfim               | 1:26.46 |                  |

### Semifinal
Esses foram os resultados das semifinais. Foram realizadas no dia 21 de julho com início às 20:12 
Semifinal 1
| Pos. | Raia | Nadadora          | Nacionalidade  | Tempo | Notas |
| ---- | ---- | ----------------- | -------------- | ----- | ----- |
| 1    | 3    | Marie Wattel      | França         | 57.00 | Q     |
| 2    | 4    | Emma McKeon       | Austrália      | 57.01 | Q     |
| 3    | 2    | Brianna Throssell | Austrália      | 57.02 | Q     |
| 4    | 5    | Elena Di Liddo    | Itália         | 57.04 | Q,    |
| 5    | 6    | Katie McLaughlin  | Estados Unidos | 57.23 |       |
| 6    | 1    | Rebecca Smith     | Canadá         | 57.59 |       |
| 7    | 7    | Zhang Yufei       | China          | 57.93 |       |
| 8    | 8    | Hiroko Makino     | Japão          | 58.49 |       |

Semifinal 2
| Pos. | Raia | Nadadora          | Nacionalidade  | Tempo | Notas |
| ---- | ---- | ----------------- | -------------- | ----- | ----- |
| 1    | 4    | Sarah Sjöström    | Suécia         | 56.29 | Q     |
| 2    | 5    | Maggie MacNeil    | Canadá         | 56.52 | Q     |
| 3    | 3    | Kelsi Dahlia      | Estados Unidos | 57.06 | Q     |
| 4    | 6    | Louise Hansson    | Suécia         | 57.10 | Q     |
| 5    | 1    | Svetlana Chimrova | Rússia         | 57.78 |       |
| 6    | 8    | Ilaria Bianchi    | Itália         | 57.92 |       |
| 7    | 7    | Angelina Köhler   | Alemanha       | 57.93 |       |
| 8    | 2    | Anna Ntountounaki | Grécia         | 57.99 |       |

### Final
A final foi realizada em 22 de julho às 20:10. 
| Pos.              | Raia | Nadadora          | Nacionalidade  | Tempo | Notas              |
| ----------------- | ---- | ----------------- | -------------- | ----- | ------------------ |
| Medalha de ouro   | 5    | Maggie MacNeil    | Canadá         | 55.83 | Recorde da América |
| Medalha de prata  | 4    | Sarah Sjöström    | Suécia         | 56.22 |                    |
| Medalha de bronze | 6    | Emma McKeon       | Austrália      | 56.61 |                    |
| 4                 | 7    | Elena Di Liddo    | Itália         | 57.07 |                    |
| 5                 | 2    | Brianna Throssell | Austrália      | 57.09 |                    |
| 6                 | 1    | Kelsi Dahlia      | Estados Unidos | 57.11 |                    |
| 7                 | 8    | Louise Hansson    | Suécia         | 57.16 |                    |
| 8                 | 3    | Marie Wattel      | França         | 57.29 |                    |

Legenda
| Recorde mundial       | Recorde mundial (World record)               |                       | Recorde africano                      | Recorde africano (African) |                                           | Q | Classificado por posição (Qualified) |
| Recorde do campeonato | Recorde do campeonato (Championship record)  | Recorde da América    | Recorde da América (Americas)         | q                          | Classificado por melhor tempo (Qualified) |   |                                      |
| Melhor marca do ano   | Melhor marca do ano (World leading)          | Recorde asiático      | Recorde asiático (Asian)              | DNS                        | Não largou (Did not start)                |   |                                      |
| Recorde nacional      | Recorde nacional (National record)           | Recorde europeu       | Recorde europeu (European)            | DNF                        | Não terminou (Did not finish)             |   |                                      |
| Recorde pessoal       | Recorde pessoal do atleta (Personal best)    | Recorde da Oceania    | Recorde da Oceania (Oceania)          | DSQ / DQ                   | Desclassificado (Disqualified)            |   |                                      |
| Recorde da temporada  | Recorde da temporada do atleta (Season best) | Recorde sul-americano | Recorde sul-americano (South America) | NM                         | Sem marca (No mark)                       |   |                                      |